# WWE '12
WWE '12 este un joc video dezvoltat de lupte Yuke și publicat de THQ pe console, PlayStation 3 (PS3), Wii si Xbox 360. WWE '12 este de a paisprezecea ediție a seriei de jocuri video WWE si singurul să apară doar pe console de a șaptea generație. WWE '12 este primul joc de wrestling, care vine pe toate consolele de noi, cum ar fi PlayStation Vita.
Precedat de WWE SmackDown vs. Raw 2011 (comercializat în 2010), jocul este comercializat 22 noiembrie 2011 în America de Nord și 25 noiembrie 2011 în Europa.

### Personajele
- Alberto Del Rio (WWE Champion)
- Alex Riley
- Big Show
- Brock Lesnar
- Christian
- Cody Rhodes
- CM Punk
- Chavo Guerrero
- Daniel Bryan
- David Otunga (WWE Tag Team Champion)
- Dolph Ziggler (Statele Unite Champion)
- Drew McIntyre
- Evan Bourne
- Ezechiel Jackson (Intercontinental Champion)
- Goldust
- Heath Slater
- Husky Harris
- Jack Swagger
- John Cena
- John Morrison
- Justin Gabriel
- Kane
- Kofi Kingston
- Mark Henry
- Mason Ryan
- Michael McGillicutty (WWE Tag Team Champion)
- Miz
- R-Truth
- Randy Orton (Campion Mondial la Categoria Grea)
- Rey Mysterio
- Santino Marella
- Sheamus
- Sin Cara
- Ted DiBiase, Jr.
- Triple H
- Tyson Kidd
- Undertaker
- Vladimir Kozlov
- Wade Barrett
- William Regal
- Yoshi Tatsu
- Zack Ryder

Divas
- Beth Phoenix
- Eve Torres
- Kelly Kelly (Divas Champion)
- Layla (Femei Champion)
- Maryse
- Michelle McCool
- Natalya

Legends
- ARN Anderson
- Ax
- Booker T
- Edge
- Eddie Guerrero
- Kevin Nash
- Dl McMahon
- Ricky Steamboat
- Road Warrior Animal
- Road Warrior Hawk
- The Rock (Oamenii Edition și DLC Pack 4)
- smash
- Steve Austin
- Vader

DLC Pack 1 (Disponibil)
- Jerry Lawler
- Michael Cole
- Shawn Michaels
- Jim Ross
- Edge si Christian Held Tag Team "5 minute Pose"
- Road Warriors Dress alternative

DLC Pack 2 (Disponibil)
- Trish Stratus
- Kharma
- Brie Bella
- Nikki Bella
- Vickie Guerrero

gratuit
- Alicia Fox
- WWE Legends DLC Pack 3 (disponibil)

- Batista
- Randy Savage
- Mick Foley

gratuit
- Brodus Clay
- Make Good DLC Bine (disponibil, gratuit)

- Kane Mascat (ERA atitudine)

DLC Pack 4 (Disponibil)
- The Rock
- The Miz "Salut Sunt Fantastic!"

### Titlurile
Hardcore Championship
Million Dollar Championship
Unified WWE Tag Team Championship
ECW Championship
Attitude Era Heavyweight Championship
Champion of Champions Title
Classic WWE Intercontinental Championship
WWE Light Heavyweight Championship
WWE Intercontinental Championship
Undisputed Championship
Classic ECW Championship
European Championship
WCW Championship
WWE Championship (WCW spray-painted)
World Heavyweight Championship (WCW spray-painted)
WWE Championship
World Heavyweight Championship
WWE Tag Team Championship
World Tag Team Championship
Cruiserweight Championship
Women's Championship
United States Championship
Divas Championship